# Anterhynchium rufipes
Anterhynchium rufipes är en stekelart som först beskrevs av Fabricius 1775.  Anterhynchium rufipes ingår i släktet Anterhynchium och familjen Eumenidae. Inga underarter finns listade i Catalogue of Life.